# スマートモブ
スマートモブ（smart mob）とは、『スマートモブズ-<群がる>モバイル族の挑戦』（ISBN 4757101031）でハワード・ラインゴールドが示した概念。抽象的な概念に対して、その全体を指す場合にはスマートモブズ（smart mobs）と複数形で表記される。本書によれば、携帯電話のSMSやEメール、PDAなどの無線通信が可能なモバイル機器を身につけた個人が集団となり、従来であれば集合行為が不可能であった状況下でも、互いに見知らぬ者同士が協調して大きな力を発揮する新しい社会秩序が生まれる。これは有益な場合に限らず、モブズは暴徒ともなりうる。また、スマートモブが巨大な監視装置になる可能性についても警告している。
著者は2000年3月に渋谷のハチ公前で、携帯電話を操る日本の若者を見てこの概念の着想を得たという。